# راينهارد براندت
راينهارد براندت (بالألمانية: Reinhard Brandt) هو فيلسوف ألماني، ولد في 10 أبريل 1937 في Klein Gladebrügge ‏ في ألمانيا.